# Česká škola úlohová

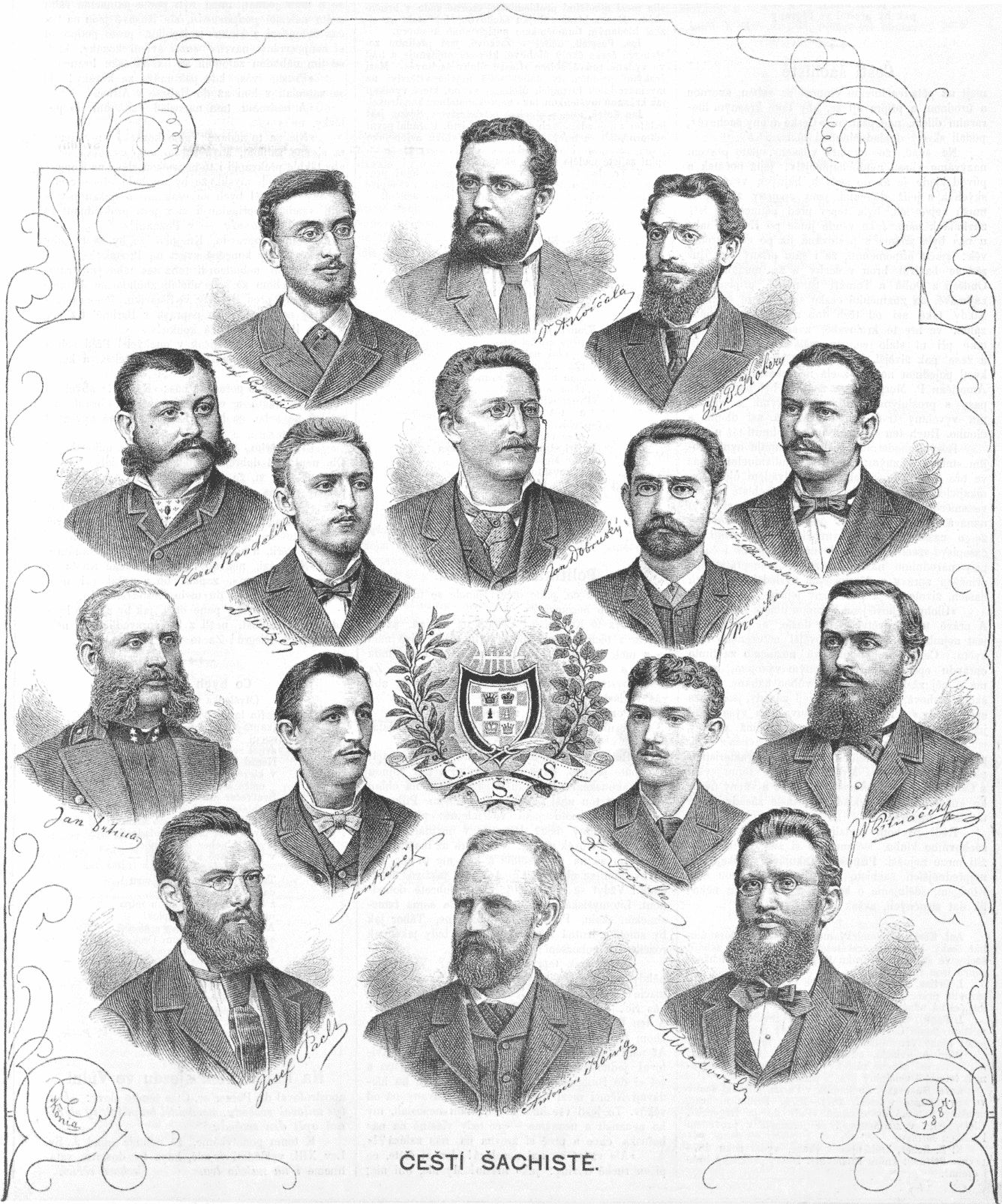
Antonín König: Čeští šachisté (Humoristické listy, 1887)

Česká škola úlohová je školou šachové kompozice, spojenou s první generací českých spolkově organizovaných šachistů druhé poloviny 19. století.

## Hlavní principy
Podle zásad české školy by úkol měl zahrnovat rozmanitou hru, kterou lze rozhodnout ve třech tazích. Úloha musí být vyřešena modelovým matem. Klíčová pro stavbu těchto úloh je taktéž dominantní hodnota bílých figurek.

## Historie

### Vznik
Za rok vzniku české školy se obecně považuje rok 1869. 4. ledna 1869 uveřejnil malíř, šachista a skladatel Antonín König v šachové rubrice časopisu Světozor text s názvem „Krátké pojednání o šachovém problému“, ve kterém představil nový pohled na šachové úlohy. Uvádí zde mj.: „Není to ani rébus, ani hádanka, ani předmět výcviku zvídavé mysli, ale umělecké dílo, které musí splňovat určité umělecké zásady.“ Text se následně stal základem vzniku tzv. české šachové školy, která představovala významné hnutí ve vývoji šachového sportu druhé poloviny 19. století. Datum uveřejnění článku je považováno za den zrodu české šachové školy a 4. leden je šachovými skladateli oslavován jako den šachové kompozice.
První čeští řešitelé šachových problémů — A. Makovský, A. Kvíčala či J. Drtina — Königovy závěry přijali, ale na rozdíl od něj neovládali techniku kompozice problémů, která by těmto principům odpovídala. V roce 1887 potom vyšla první sbírka českých úloh řešitelů úloh s názvem České úlohy šachové s obsahem 320 šachových skladeb. Sestavovatel sborníku Josef Pospíšil v jeho předmluvě podrobně také popsal principy české školy úlohové. Sbírka ukazovala postupy několika českých řešitelů, včetně samotného Pospíšila, dále Jana Dobruského, Jiřího Chocholouše a Ladislava Vetešníka.

### Havlova éra (první polovina 20. století)
Další etapa rozvoje české řešitelské školy byla ve znamení pořádání pravidelných skladatelských soutěží, plošného zveřejňování českých školních úloh v tisku a účasti českých řešitelů úloh v mezinárodních soutěžích. Vydání sborníků cvičení od více než 60 českých autorů nadále posílilo pozici české školy. Hlavními tehdejšímu českými řešiteli problému byli Miroslav Havel a Zdeněk Mach, kteří kladli přísné požadavky na formu problému a hospodárné využití bílých figurek včetně bílých pěšců. Těmito požadavky se řídili jak ve vlastní práci, tak při posuzování různých soutěží. Charakteristickým rysem úloh této fáze je, že se skládají bez bílých pěšců. Mezi následovníky Havla a Macha dále patřili Ladislav Knotek, Čeňek Kainer, Josef Moravec a další.
Ne všichni čeští řešitelé problémů souhlasili s přísnými požadavky, že neaktivní bílí pěšci se musí podílet na utváření šachovnicové pozice. Karel Traxler, Jan Kotrč, Josef Drnek, Jan Vášta či J. Venda při práci na některých svých schématech s bílými pěsci pracovali.

### Umělecký směr
Třetí směr, který v šachové literatuře získal název „umělecký“, vznikl ve 20. století. ve 20. letech 20. století. Jeho zakladatel, šachový skladatel, Emil Palkoska, nastínil své závěry v knize Idea a ekonomie v šachové úloze, vydané v roce 1928. Palkoska věřil, že úkol by měl mít tři varianty řešení, které končí správnými maty (ne nutně odlišnými) a hra by měla mít logický nebo strategický charakter. Mezi jeho následovníky potom patřili Otokar Votruba, Emil Plesnivý, Vratislav Miltner, Vladimír Pachman a další.